# Costel Bădan
Constantin Bădan (n. 18 septembrie 1967, Câmpulung Moldovenesc, România) este un fotbalist român retras din activitate. A debutat la ASA Câmpulung Moldovenesc. Între 1988 și 1994 a jucat pentru Bucovina Suceava. A jucat în prima ligă românească și în Cupa UEFA pe postul de portar pentru Oțelul Galați, echipă la care a jucat între 1994 și 1999. A mai jucat la Unirea Dej între 2004 și 2006.
În meciul de Divizia A dintre Rapid – Oțelul Galați din 1996 a fost eliminat în minutul 25, după un fault în careu asupra lui Mugur Bolohan.
În prezent, Bădan este antrenor cu portarii la echipa Unirea Dej, fiind retras din activitate din anul 2005.